# Idaea taiwana
Idaea taiwana là một loài bướm đêm trong họ Geometridae.